# Cossonay (Vaud)
Cossonay és un municipi del cantó suís del Vaud, situat al districte de Morges.